# Boletus luridus
Boletus luridus (Jacob Christian Schäffer, 1774), sin. Suillellus luridus (Jacob Christian Schäffer, 1774 ex William Alphonso Murrill, 1909), din încrengătura Basidiomycota în familia Boletaceae și de genul Boletus este o specie de ciuperci comestibile care coabitează, fiind un simbiont micoriza (formează micorize pe rădăcinile arborilor), numită în popor buretele vrăjitoarei, mitarcă grasă, pitarcă sau hrib lurid (vezi timbru). În România, Basarabia și Bucovina de Nord se dezvoltă pe terenuri calcaroase, niciodată acide, crescând, de la deal la munte, în mod general solitară, cu predilecție în păduri de foioase pe lângă fagi, mesteceni și stejari și mult mai rar în păduri de conifere, din  (iunie) iulie până în noiembrie.

## Istoric

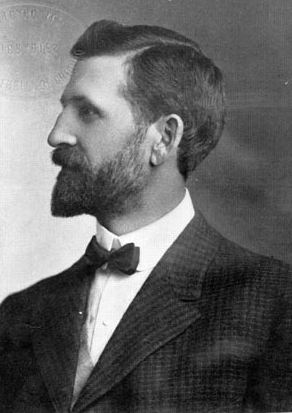
W. A. Murrill

Cel mai vechi nume pentru această ciupercă, având astfel preponderență respectiv numelui binomial, este Boletus (Agaricus) luridus, dat de Jacob Christian Schäffer în volumul 4 al operei sale Fungorum qui in Bavaria et Palatinatu circa Ratisbonam nascuntur Icones din anul 1774, denumit, în 1909, de micologul american William Alphonso Murrill (1869-1957) Suillellus luridus.
Deși buretele trebuie să asculte în momentul de față pe numele Suillellus luridus al lui Murill (văzut astfel de micologul italian Alfredo Vizzini în 22014), acest articol se ține de denumirea Boletus luridus, nume binomial folosit în toate cărțile populare de micologie precum în cele mai multe articole științifice, mai departe pricinuit faptului, că în ultimul timp denumiri „noi” au fost din nou replasate (vezi de exemplu la Tricholoma tigrinum). În plus, astfel soiul poate fi cesionat mai bine de cititor.
Au mai avut loc și alte încercări de redenumire, ca de exemplu acea a lui Pierre Bulliard (1791) în Boletus rubeolarius sau a lui Samuel Frederick Gray în Leccinum luridum (1821). dar ele pot fi neglijate.

## Descriere

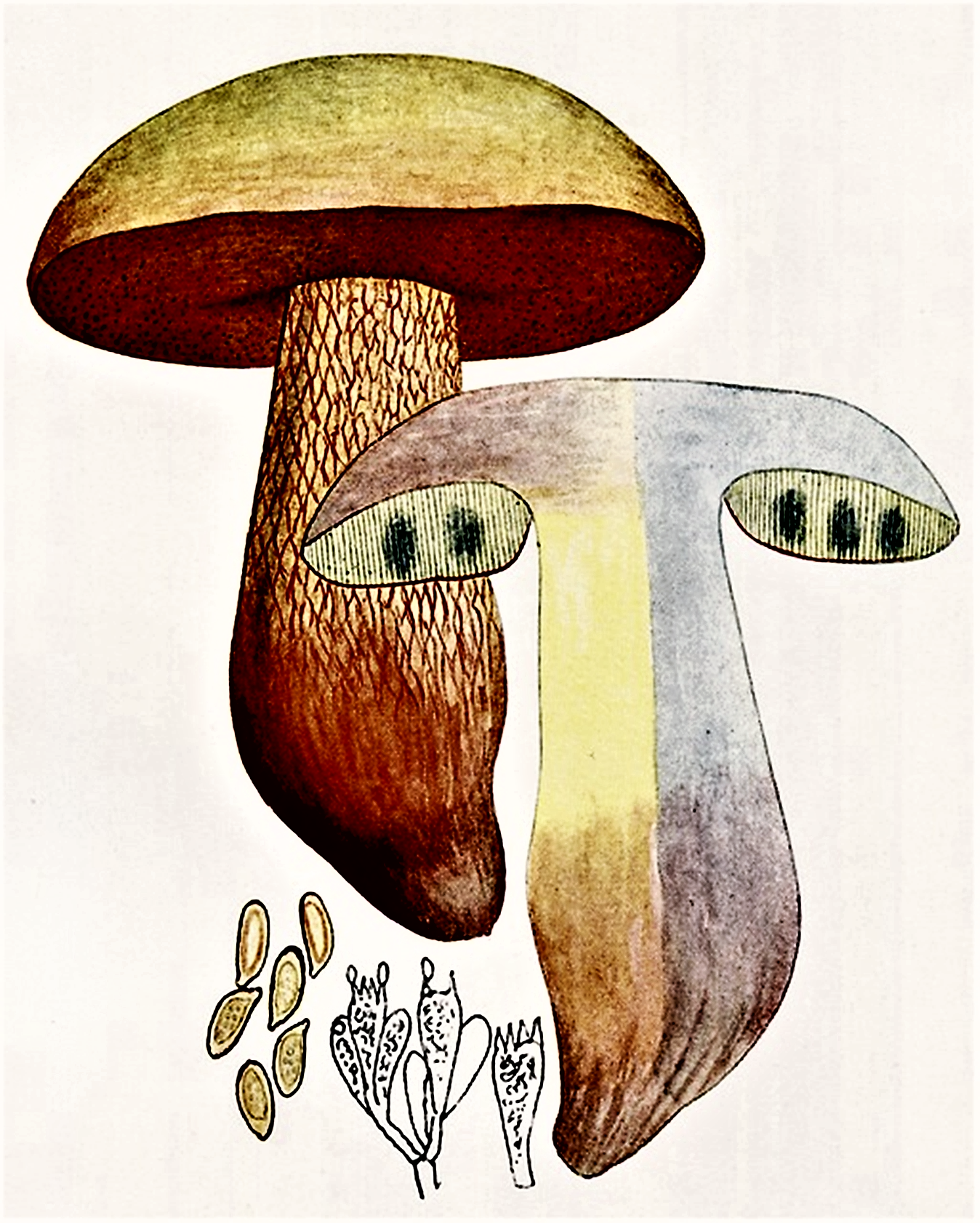
Bres.: Boletus luridus

- Pălăria: are un diametru de 6-15 (20) cm, este largă, compactă și cărnoasă. La început semisferică cu marginea răsfrântă în jos, la maturitate este boltită, deseori aproape netedă, cuticula fiind catifelată fin, la bătrânețe este netedă și uscată, iar la umezeală este ușor lipicioasă. Pălăria nu se poate decoji. Coloritul variază mult: de la gri-maroniu pal sau galben-măsliniu murdar, peste brun-roșcat până la brun-măsliniu închis.
- Tuburile și porii: Sporiferele sunt destul de lungi și îndesate, libere sau rotunjite spre picior, fiind în stadiu avansat bombate spre jos. Culoarea lor este inițial galbenă, apoi verzuie. Porii mici și rotunzi sunt la început de un roșu cărămiziu până la roșiatic-portocaliu, devenind la bătrânețe de un roșu închis. Când sunt tăiate sau strivite, tuburile și porii se colorează rapid în albastru-negru, apoi albastru pal.
- Piciorul: are o lungime de 5-15 (20) cm  și o grosime de 2-5 cm, este plin, compact, tare, inițial bulbos, la maturitate alungit, aproape neregulat cilindric. Culoarea lui primară este de un galben înfocat până la roșiatic-portocaliu, spre bază de un purpuriu închis sau roșu-negricios, peste care se trage o rețea roșiatică, deseori cu tonuri brune. Mai departe, el este extrem de sensibil la apăsare, căpătând atunci imediat pete albastre.
- Carnea: este compactă, tare, în vârstă este moale, fiind galbenă și străbătută cu tonuri roșii de vin, în baza piciorului de roșu închis, devenind la contact cu aerul imediat albastră. Mirosul este slab și plăcut, gustul fiind savuros. Buretele este rar atacat de viermi. În timpul preparării ciupercii, culoarea cărnii se schimbă de la albastru la galben.
- Caracteristici microscopice: Sporii sunt gri-verzui, oval-fusiformi, gutulați și au o  mărime de 11-15 x 5-7 microni.[3][4]
- Reacții chimice: Buretele se decolorează cu acid sulfuric ocru-portocaliu și locurile albastre dispar imediat, cu Hidroxid de potasiu roșu deschis până ocru, cu sulfat de fier verde până la albastru-verzui, cu sulfovanilină în galben și cu tinctură de Guaiacum după câteva minute, slab albastru, arătând cu turnesol un caracter acid.[13]

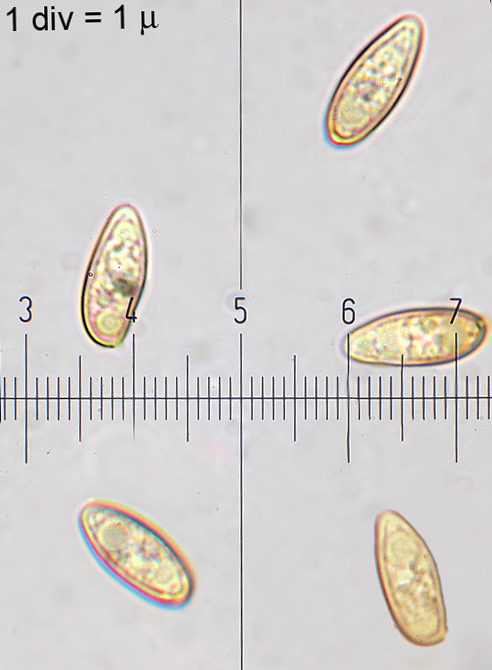
B. luridus, spori
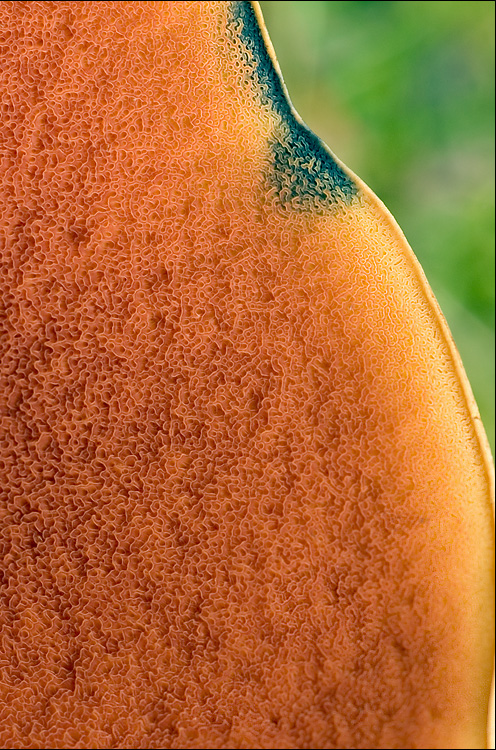
B. luridus, pori
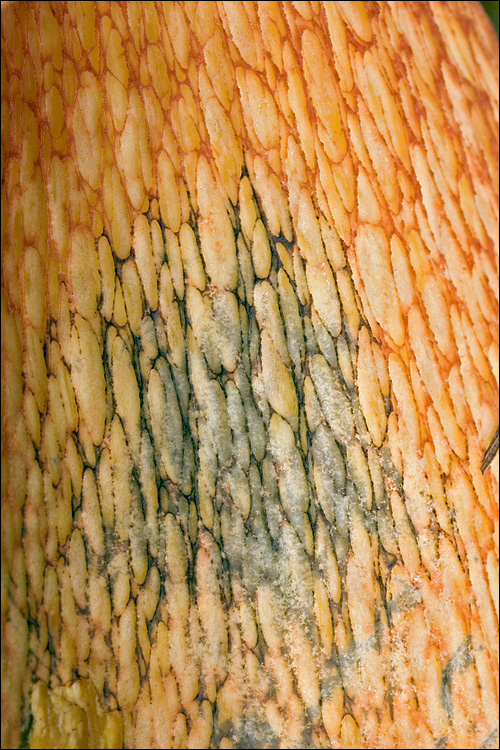
B. luridus, rețea
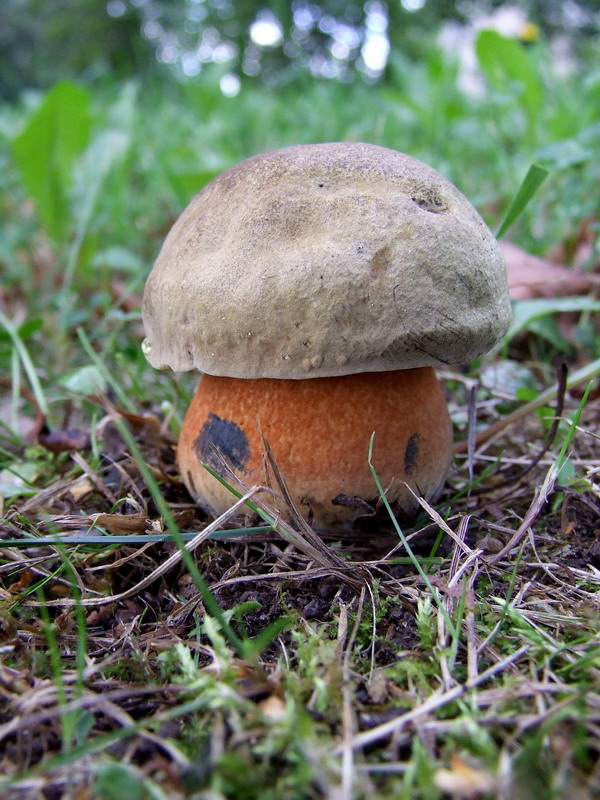
B. luridus, tânăr
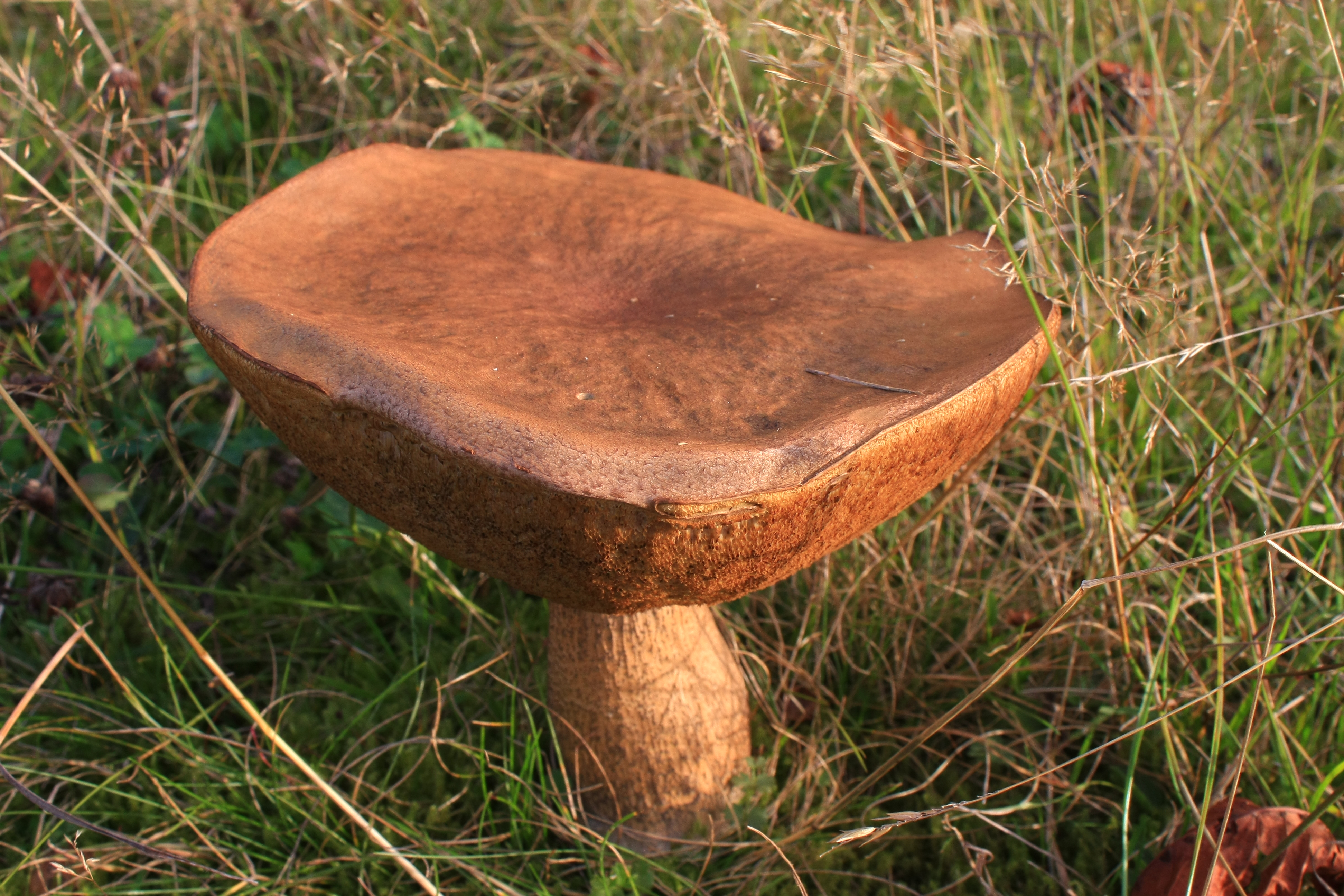
B. luridus, bătrân

## Confuzii
Mitarca grasă poate fi confundată cu mai multe alte specii din familia Boletaceae, cum ar fi: Boletus calopus (necomestibil, foarte amar, pori gălbui), Boletus erythropus (comestibil, cu solzișori/pete roșii pe picior), Boletus junquilleus (gustos, mai deschis gălbui, spori gălbui), Boletus pulverulentus (de calitate mediocră, porii tind spre roșu), Boletus radicans (necomestibil, amar, picior fără roșu, crește numai în păduri foioase), Boletus regius (comestibil), Boletus speciosus (comestibil), Boletus splendidus ssp. moseri (necomestibil), Rubroboletus dupainii (fiert comestibil),
Rubroboletus legaliae sin. Boletus legaliae, Boletus satanoides, (suspect, crud mereu foarte toxic), Rubroboletus lupinus (suspectat otrăvitor, pori roșii), Rubroboletus purpureus (toxic, pori roșii, gust tare neplăcut). Rubroboletus rhodoxanthus (crud foarte toxic, bine fiert probabil comestibil, de calitate mediocră, ușor de confundat cu buretele dracului, comestibilitatea fiind discutată, de aceea indicat aici necomestibil), Rubroboletus rubrosanguineus (poate otrăvitor), Rubroboletus satanas (otrăvitor, cuticulă de culoare deschisă), Suillus variegatus sau Tylopilus porphyrosporus sin. Porphyrellus pseudoscaber (comestibil, dar negustos, pori oliv-gri până brun-negricioși).

## Specii asemănătoare

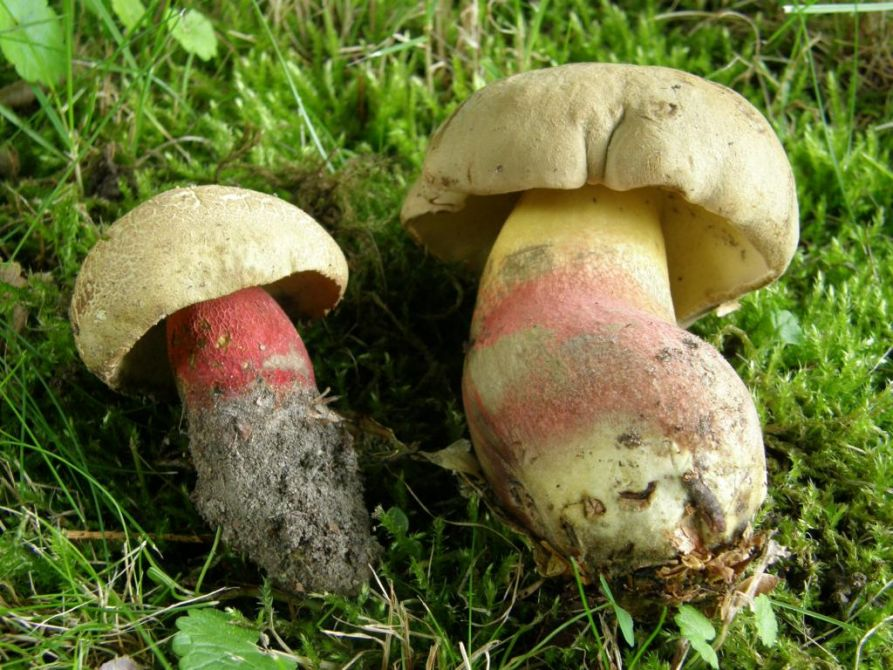
!Boletus calopus!
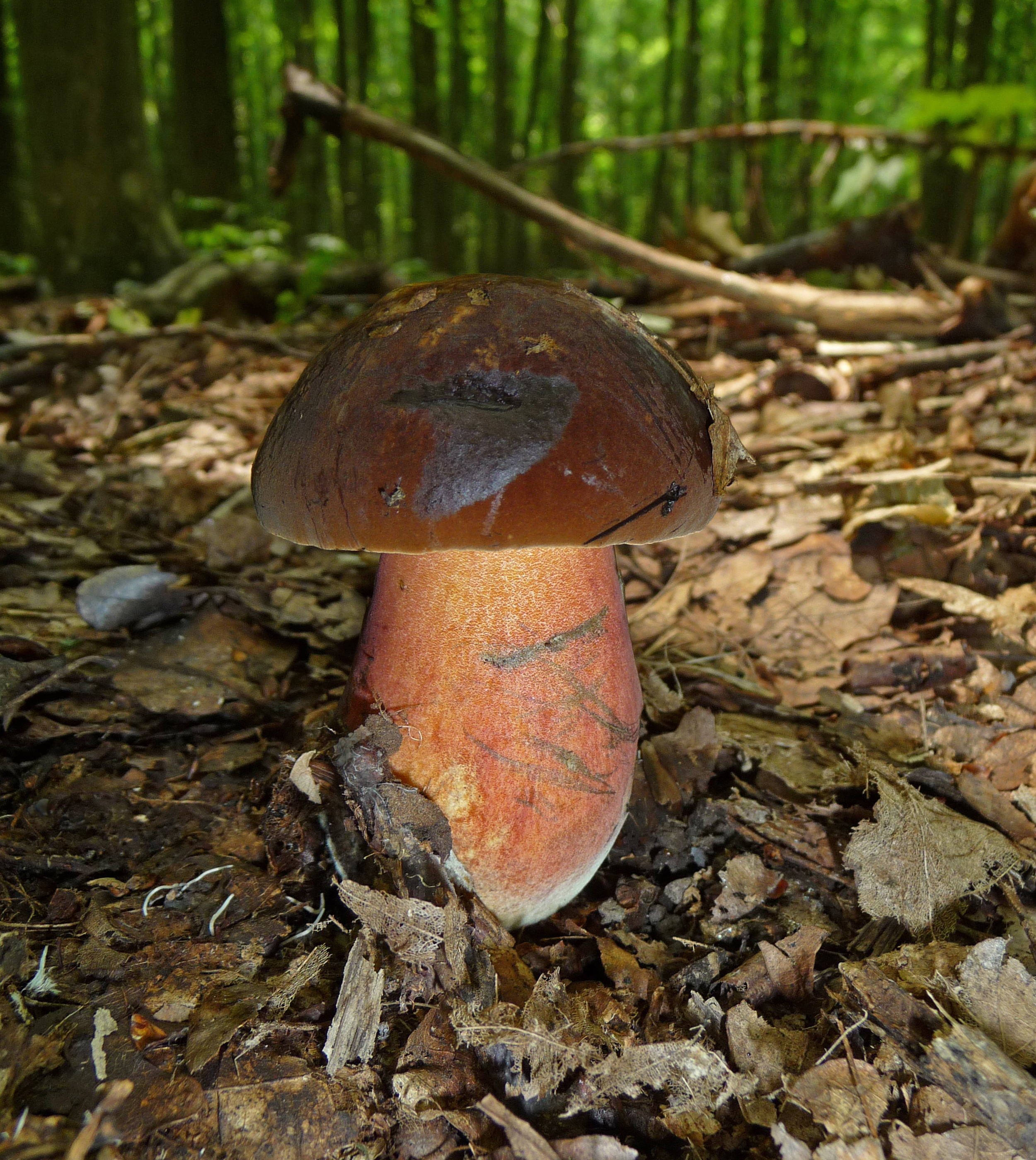
Boletus erythropus
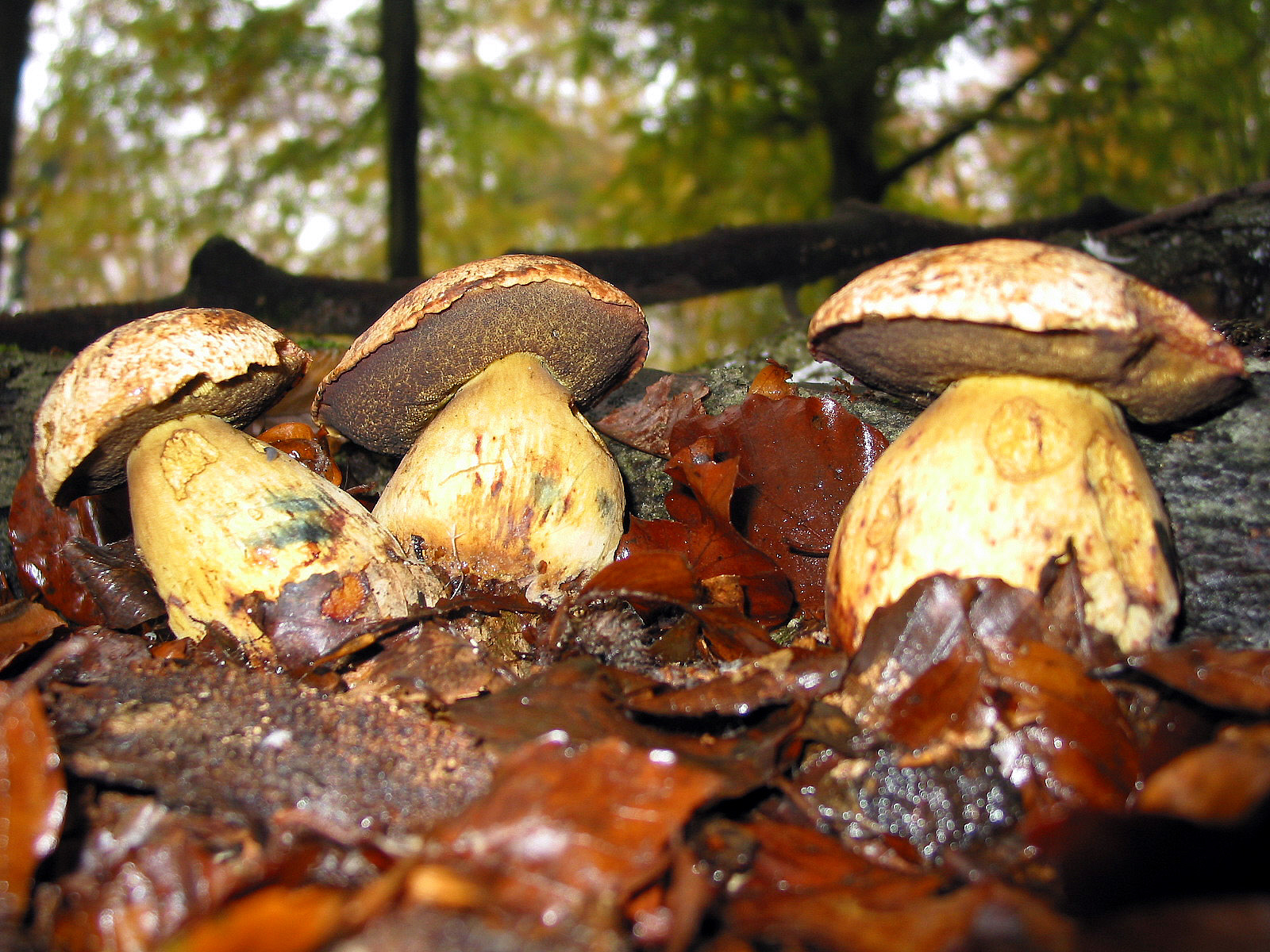
Boletus junquilleus
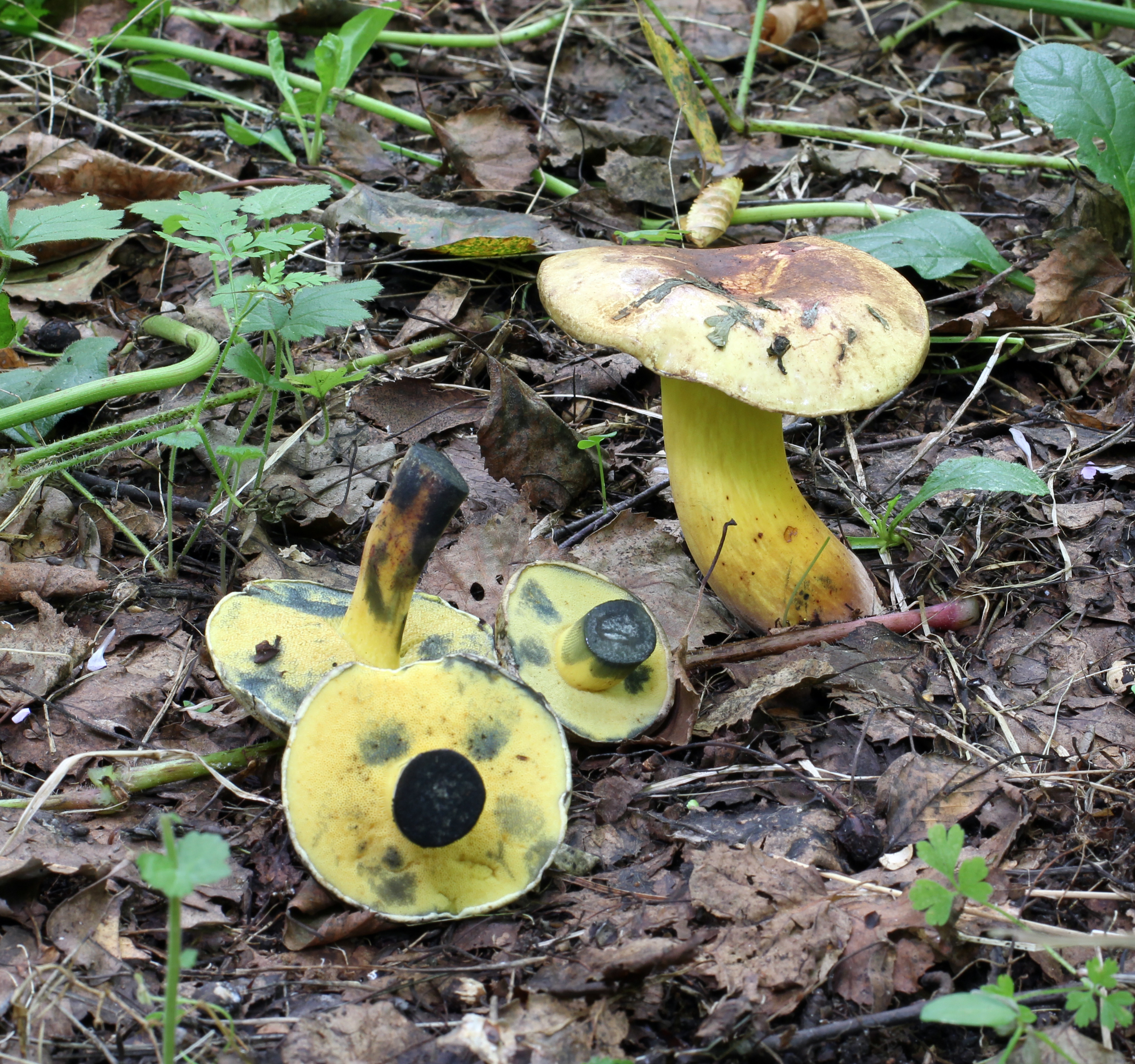
Boletus pulverulentus
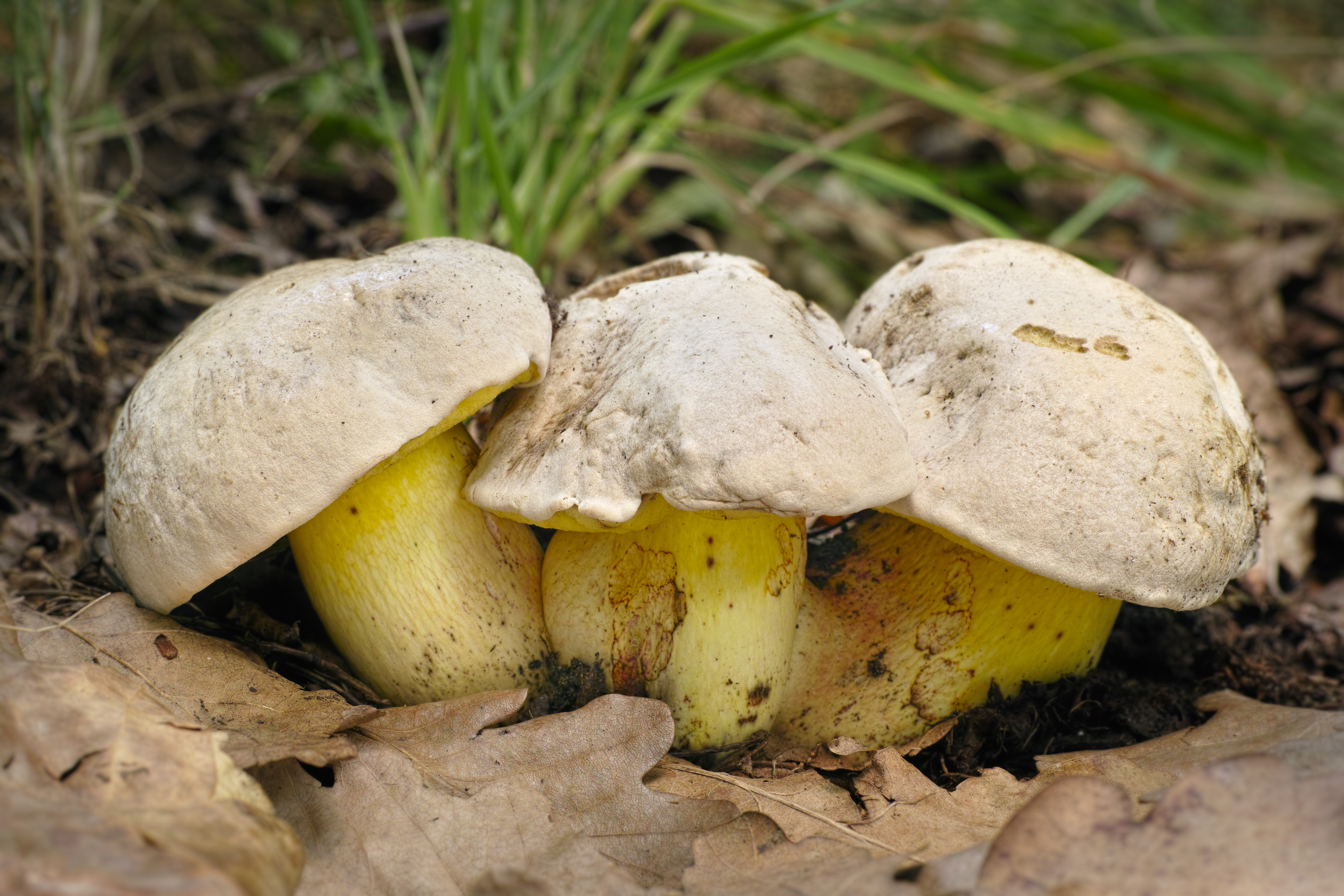
!Boletus radicans!
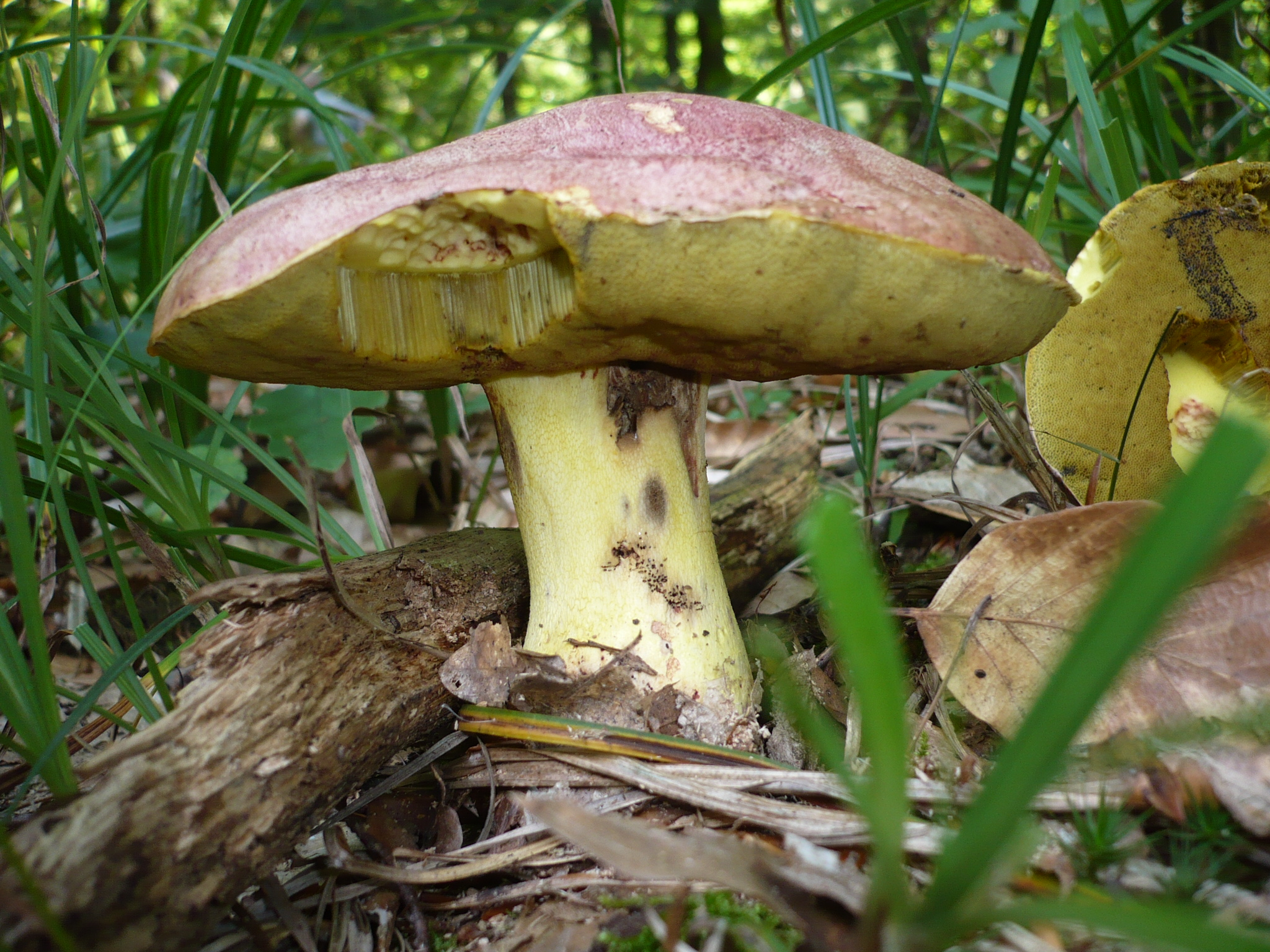
Boletus regius

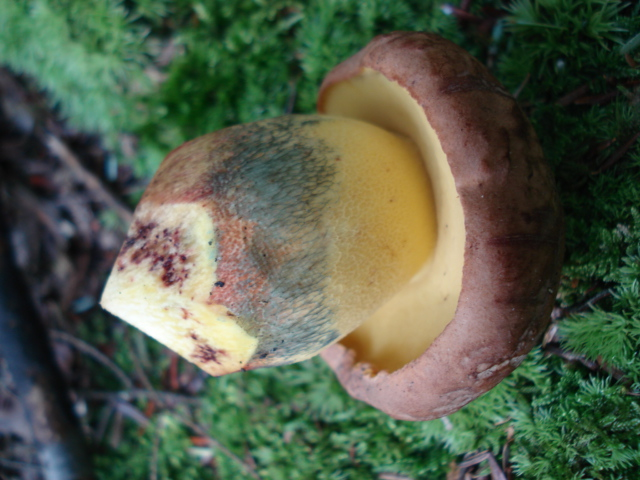
Boletus speciosus
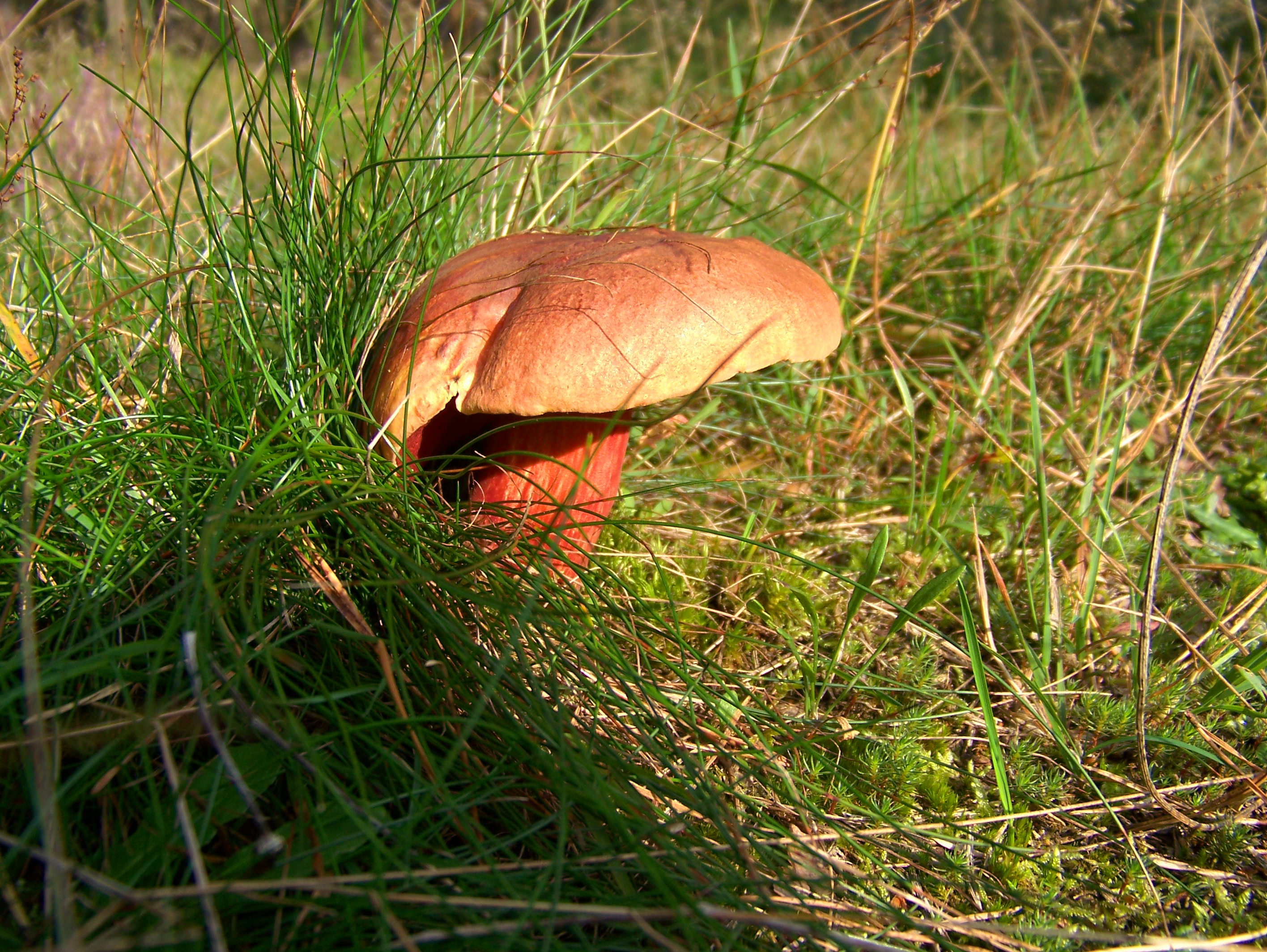
Rubroboletus dupainii
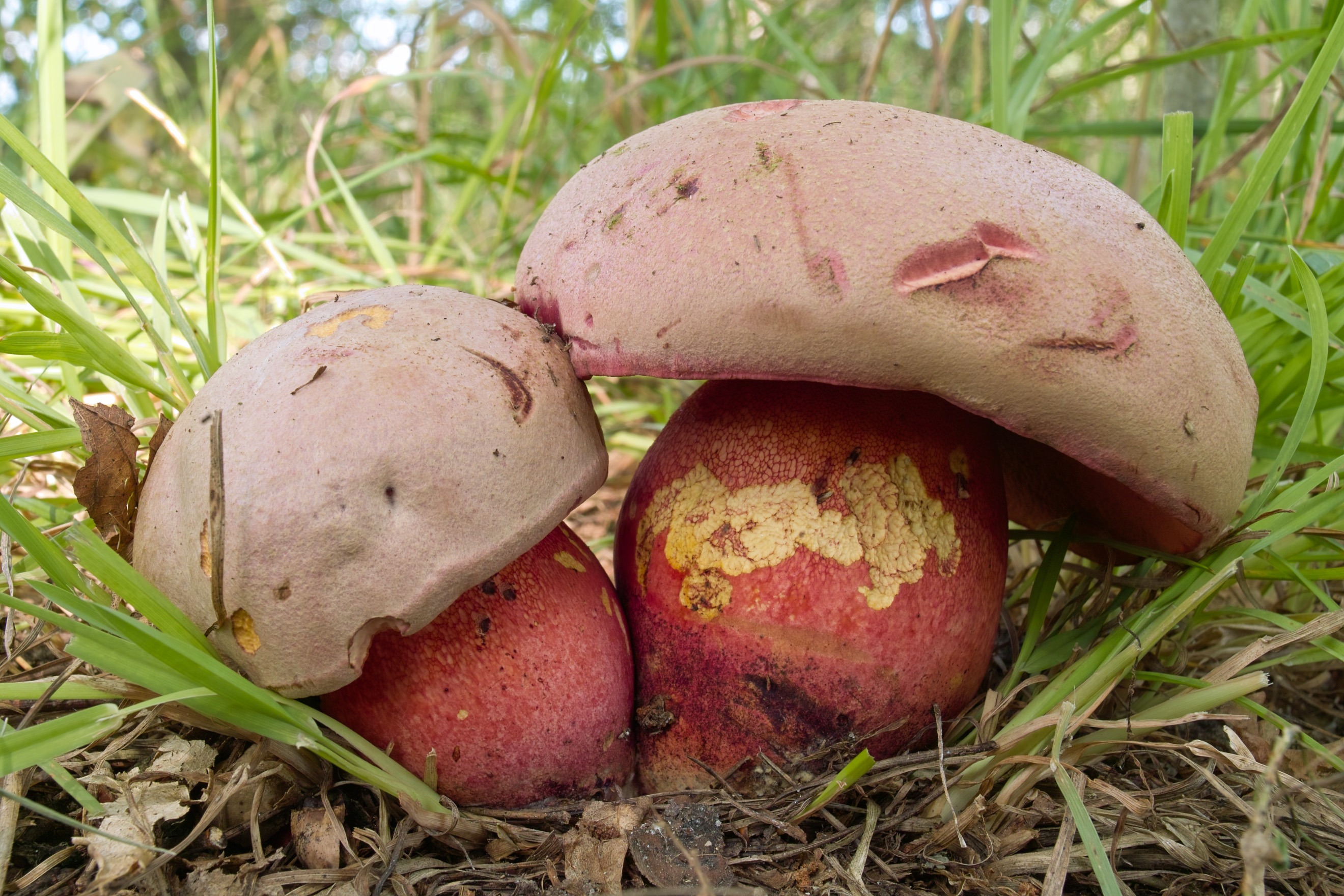
!!Rubroboletus legaliae!!
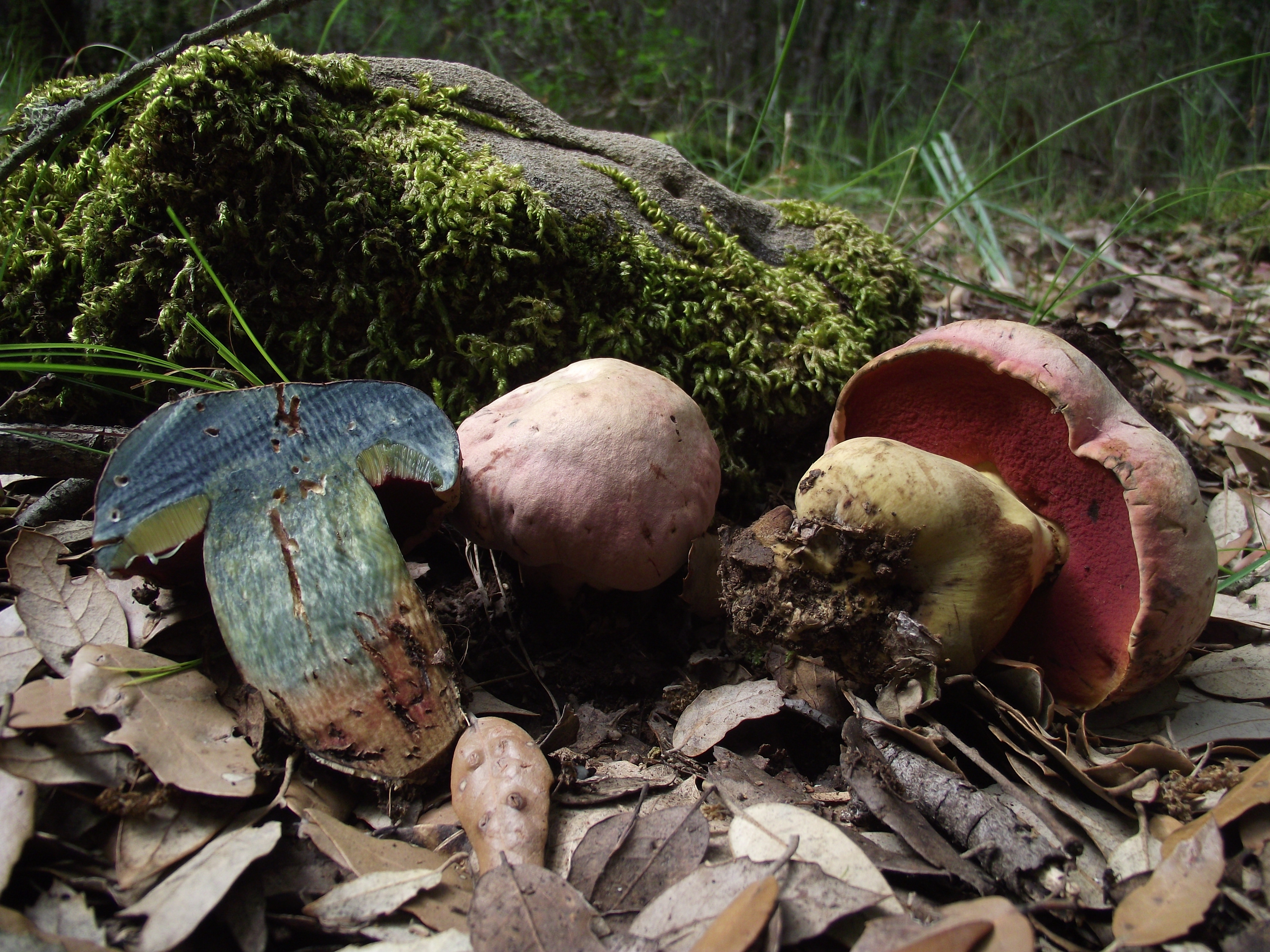
!!Rubroboletus lupinus!!
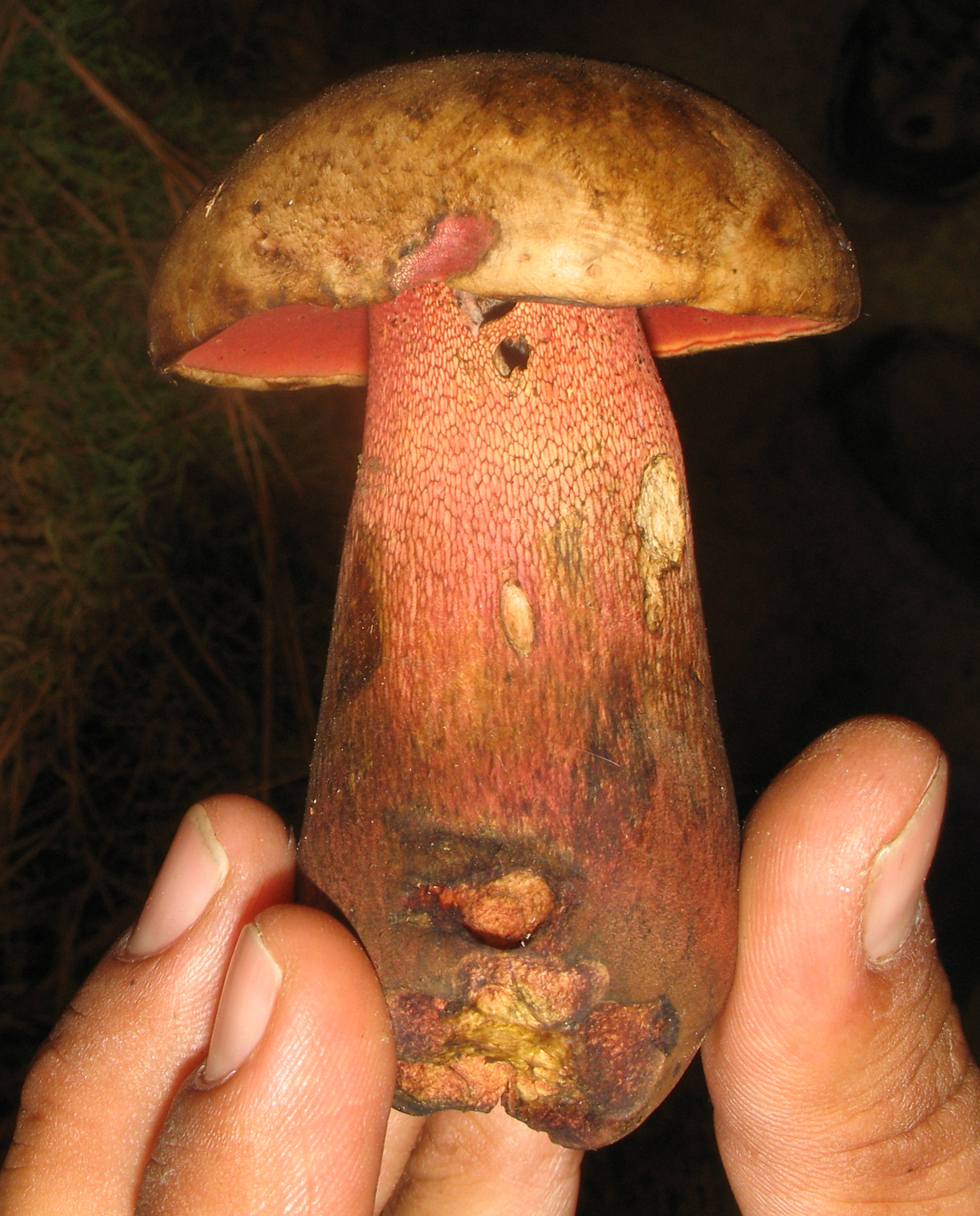
!Rubroboletus pulcherrimus!
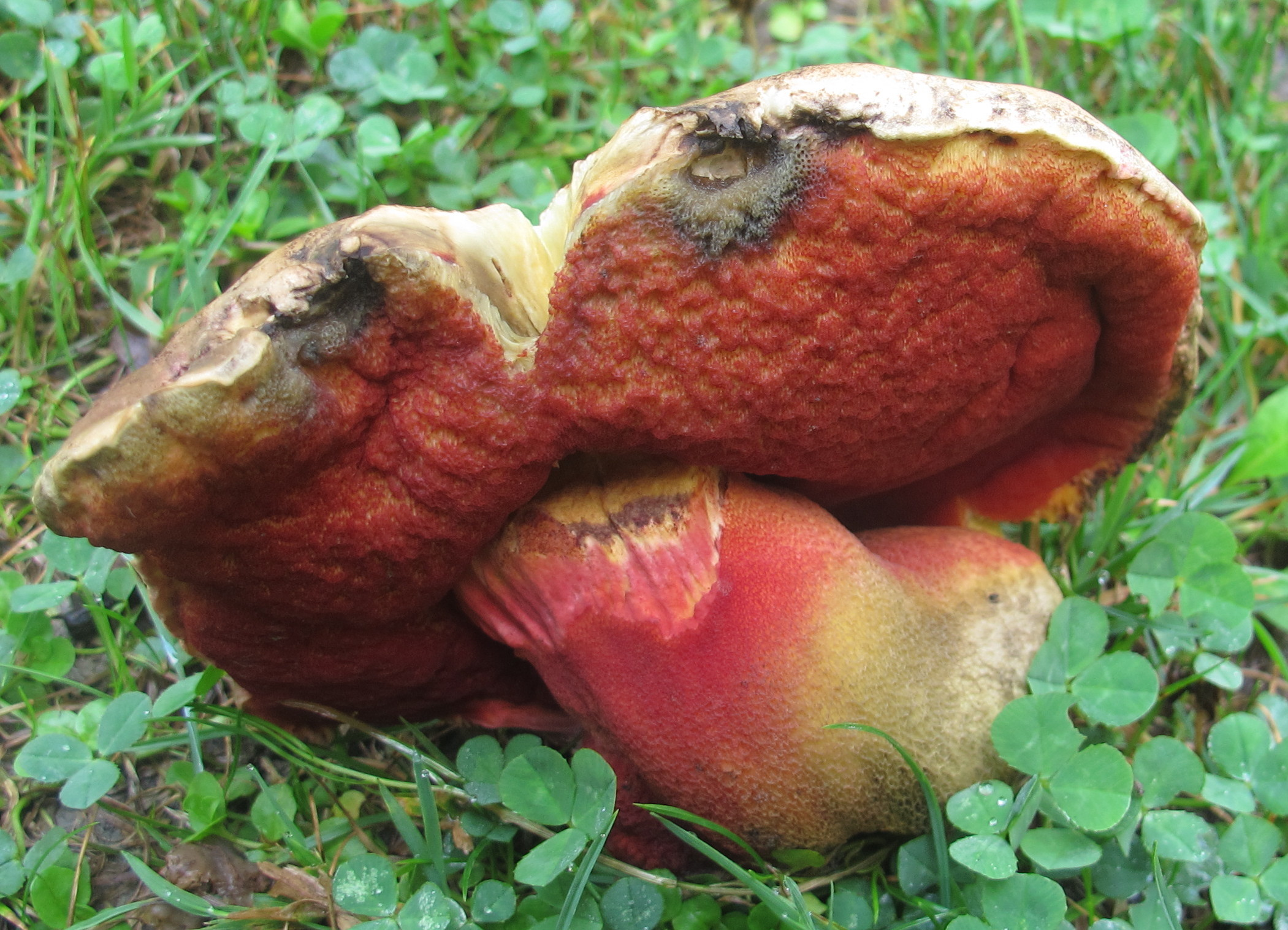
Rubroboletus rhodosanguineus

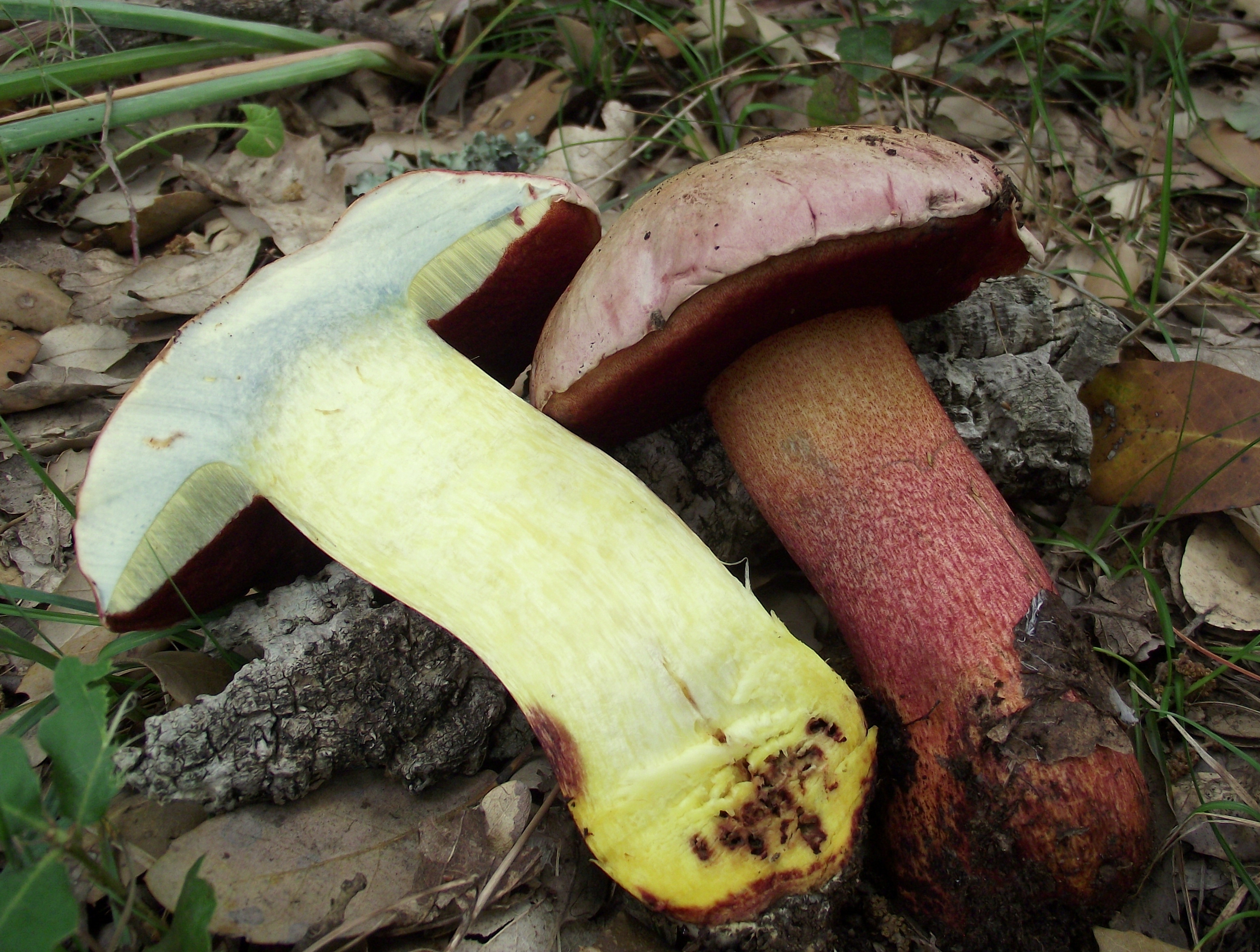
!Rubroboletus rhodoxanthus!
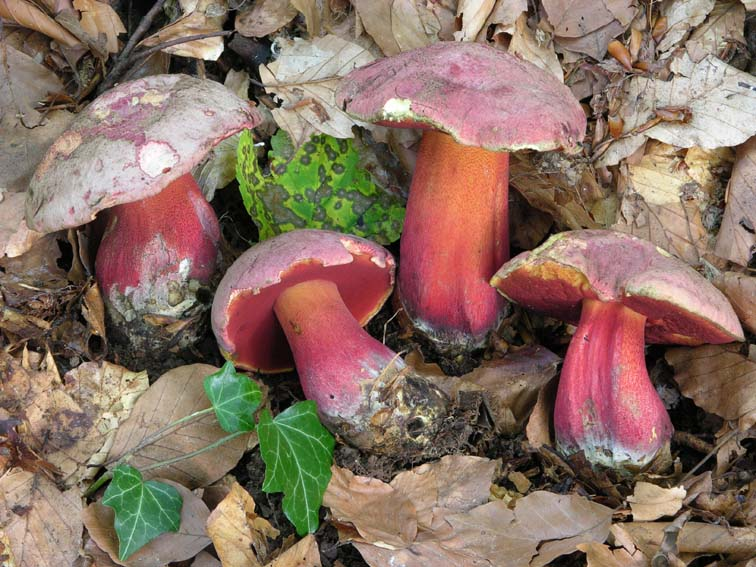
!!Rubroboletus rubrosanguineus!!
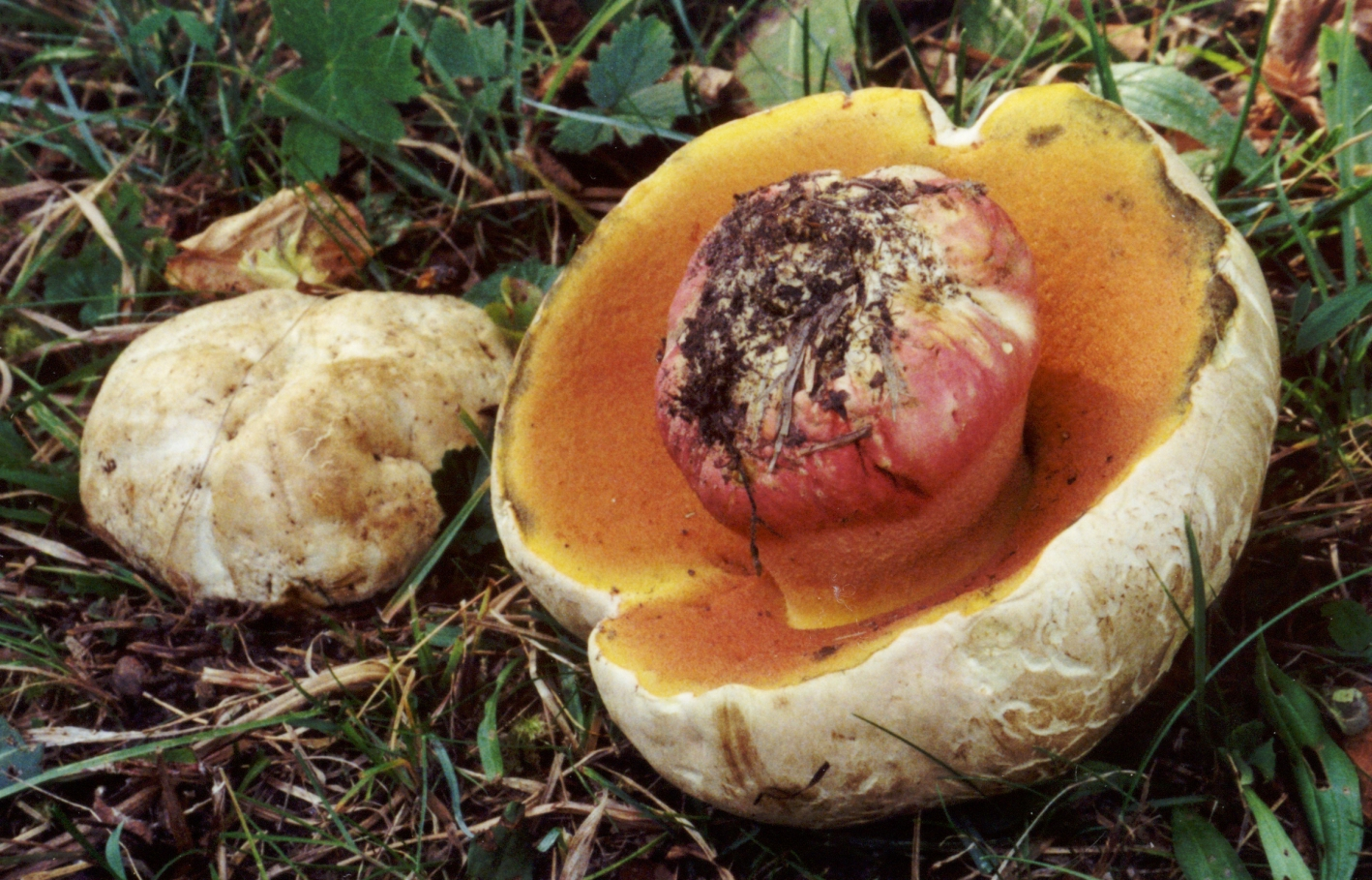
!!Rubroboletus satanas!!
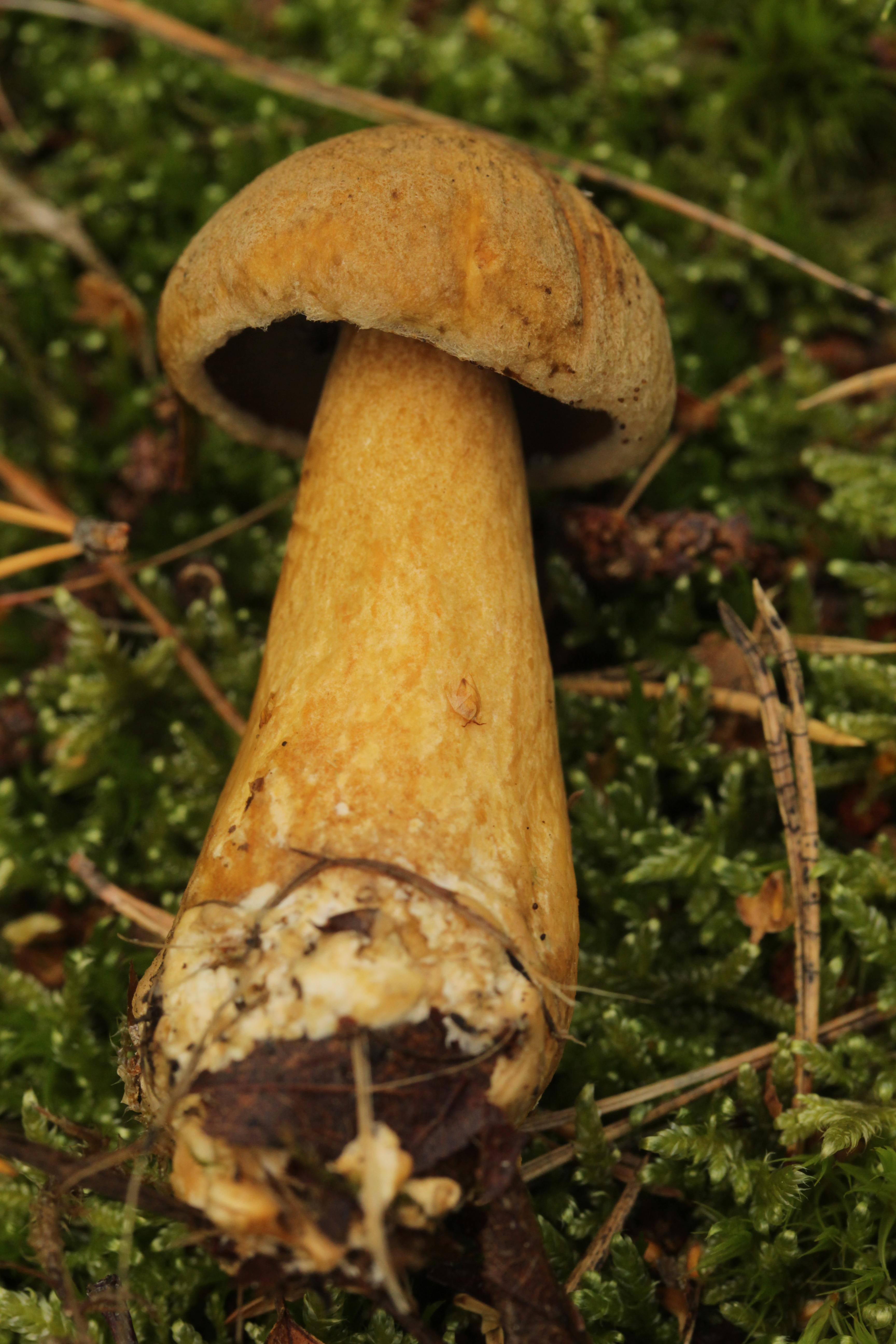
Suillus variegatus
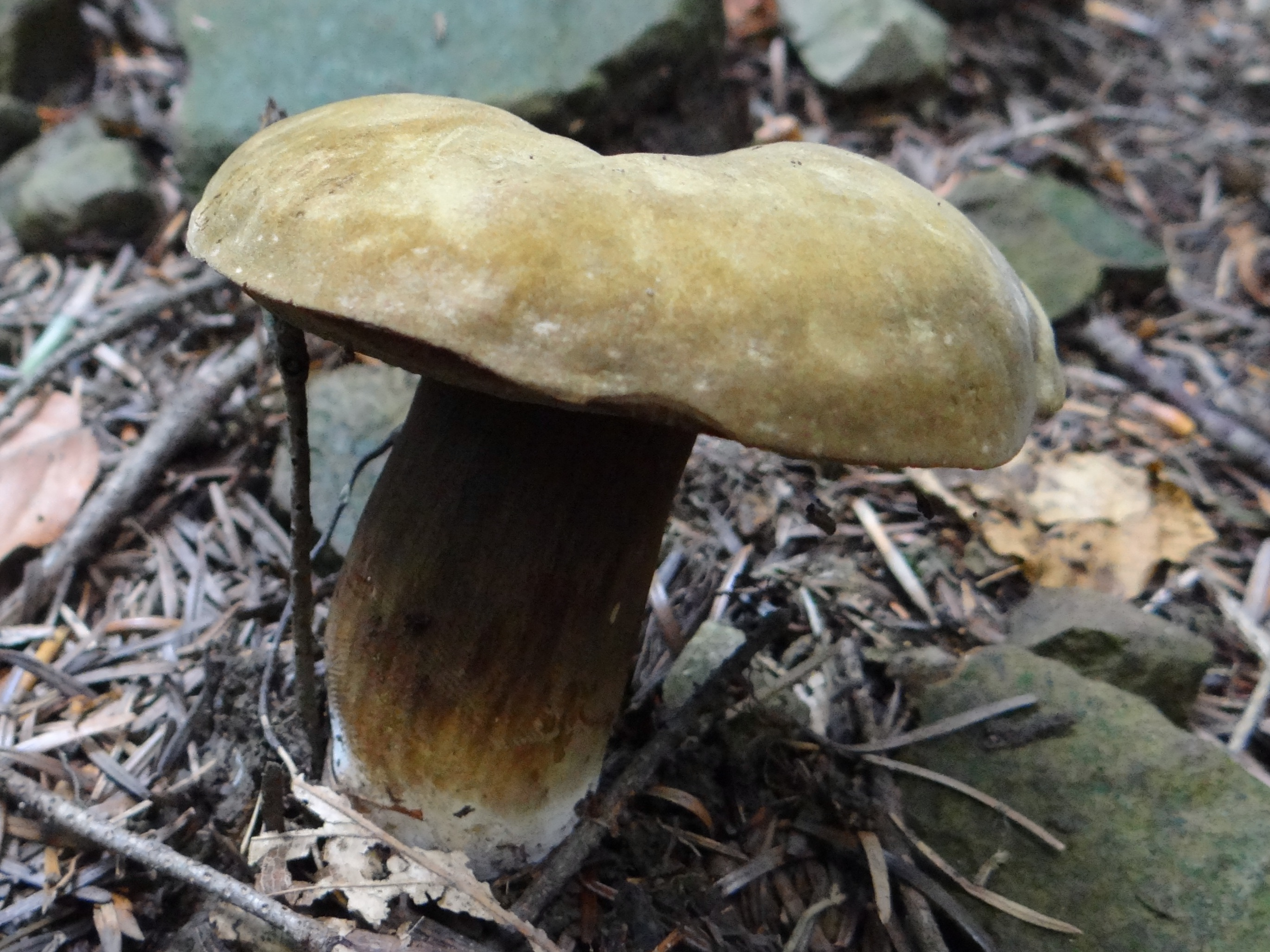
Tylopilus porphyrosporus

## Valorificare

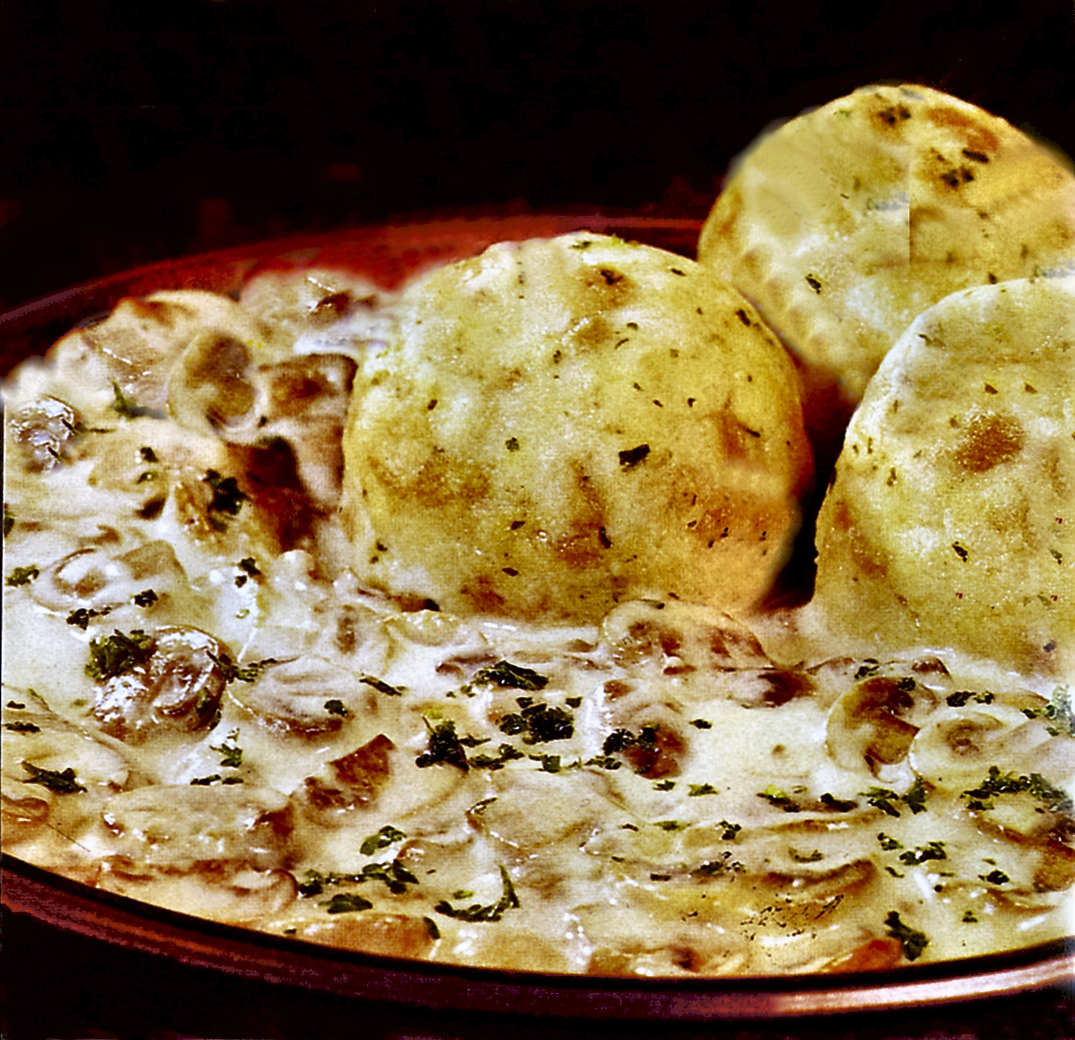
Ciulama cu soiul Boletus, găluște

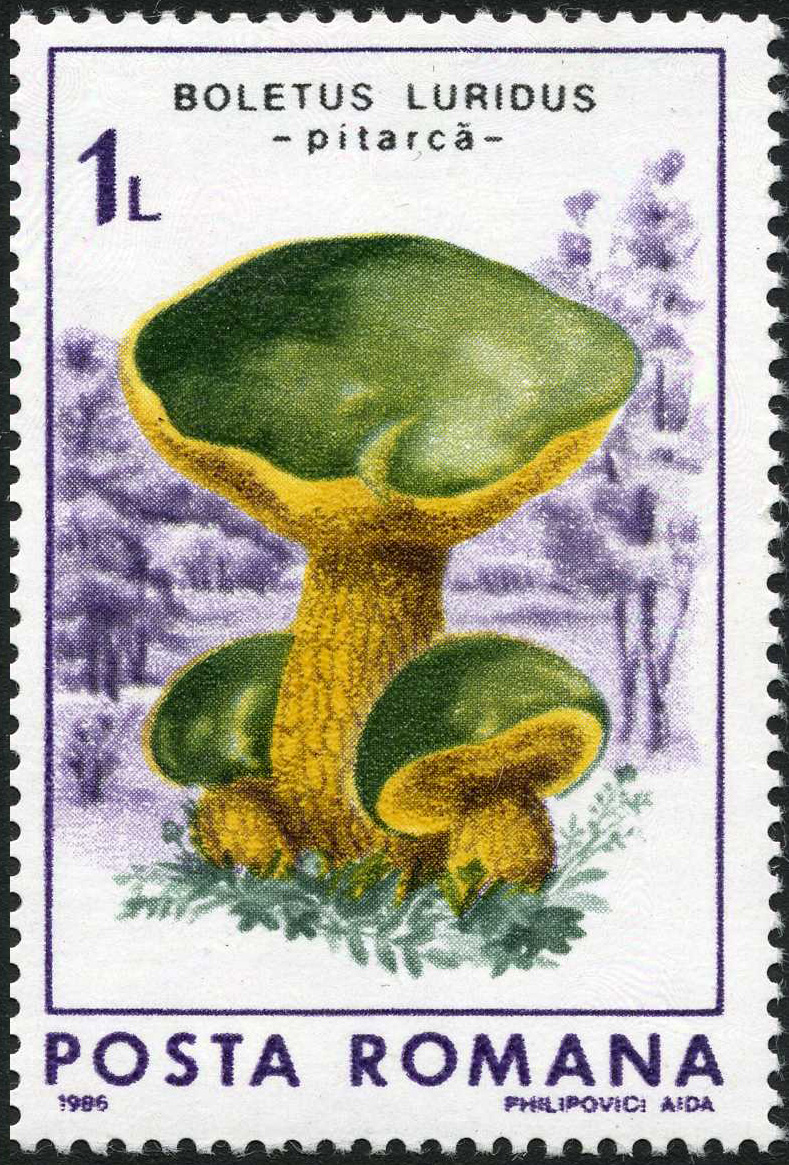
Poșta Română, 1986

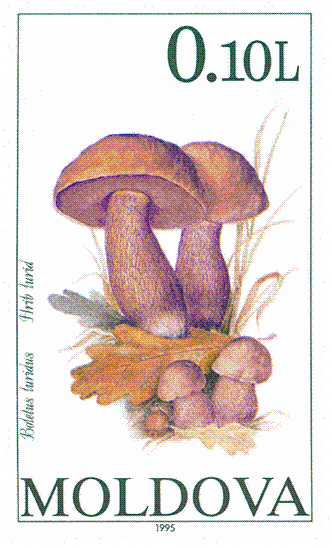
R. Moldova, 1995

Buretele vrăjitoarei este considerat de calitate gastronomică ridicată precum bine suportat de cei mai mulți oameni, atâta timp cât ciupercile sunt fierte. Crude sau gătite insuficient cauzează intoxicații gastrointestinale destul de severe cu greață și vărsături (simptome după 30 minute până la patru ore). Mai departe consumul combinat cu alcool provoacă sindromul coprinian, cu hipertensiune intracraniană, senzație de căldură, vasodilatație, puls scăzut, respirație greoaie și transpirație (simptome după 30 minute până la două ore).
Bureții proaspeți pot fi pregătiți ca ciulama, de asemenea împreună cu alte ciuperci de pădure sau adăugați la un sos de carne de vită sau vânat. În afară de aceasta, ei pot fi tăiați felii și congelați. De asemenea este posibilă, după tăierea în felii, uscarea lor, bureții devenind după înmuiere mai savuroși și gustoși. Excelenți sunt preparați ca Duxelles, un fel de zacuscă.
Prin fierbere, carnea pierde culoarea albastră devenind galbenă.